# Endodermo

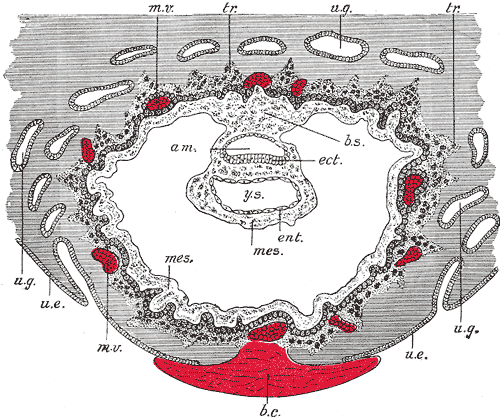
Sección a través del cigoto implantado en la decidua, mostrando el ectodermo (identificado como entoderm).

El endodermo es la capa de tejido más interno de las tres capas germinales en las que se divide los tejidos del embrión animal (o capas germinativas).

## Producción
A partir de la capa germinativa llamada endodermo se forma el aparato digestivo—excepto boca, faringe y la porción terminal del recto—y respiratorio. Forma también las células que tapizan las glándulas que drenan en el tubo digestivo, incluyendo las del hígado y páncreas, el epitelio del conducto auditivo y la cavidad timpánica. También da origen a la vejiga urinaria y parte de la uretra y el epitelio que reviste los folículos de la glándula tiroides y el timo.